# Левкова Долина
Левкова Долина — річка в Україні, у Новоушицькому районі Хмельницької області. Права притока Данилівки (басейн Дністра).

## Опис
Довжина річки приблизно 1,6 км.

## Розташування
Бере початок у селі Садове (колишнє Попівка). Тече на південний схід і впадає у річку Данилівку, ліву притоку Дністра.